# Merrion Square
Merrion Square est une place de style architecture georgienne et un parc arboré située près du centre de la ville de Dublin en Irlande.
La place a été créée en 1752, et a été en grande partie terminée au début du XIXe siècle.
On trouve notamment dans le parc une statue d'Oscar Wilde (1854-1900) qui habitait au n°1 de la place. Le poète et dramaturge William Butler Yeats habitait au n°82, et l'homme politique Daniel O'Connell au n°58

## Galerie

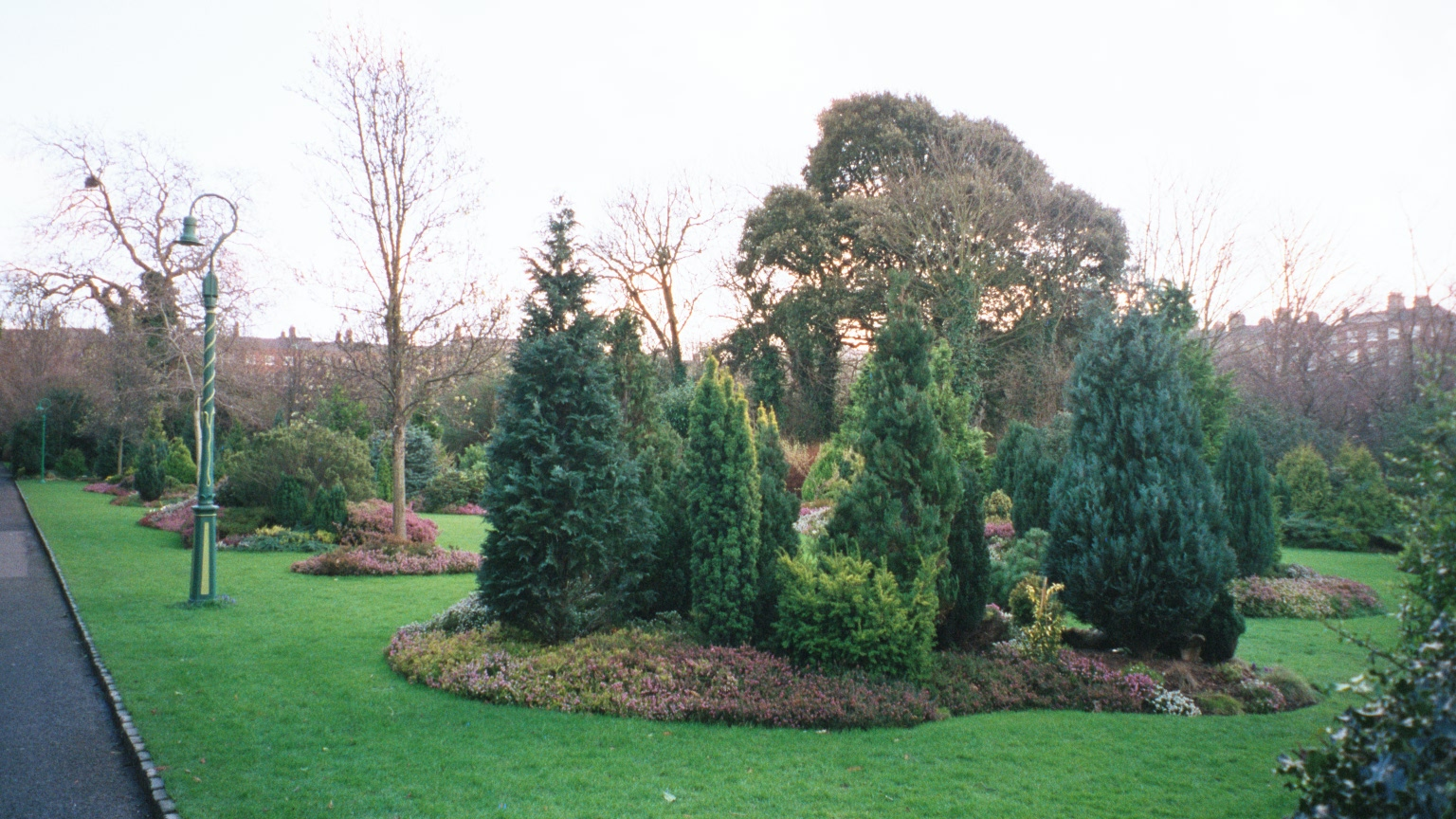
Vue du parc
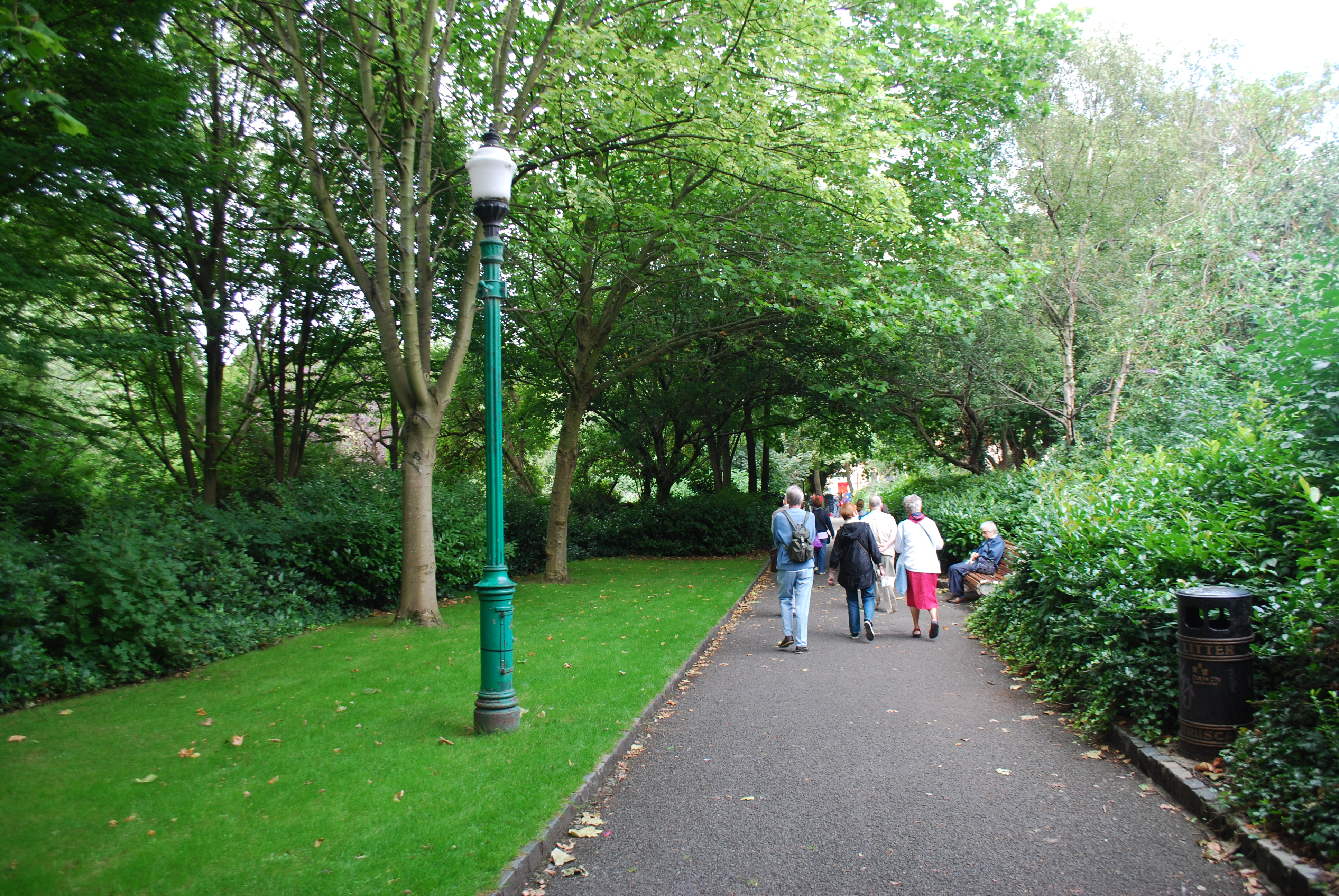
Une allée de Merrion Square
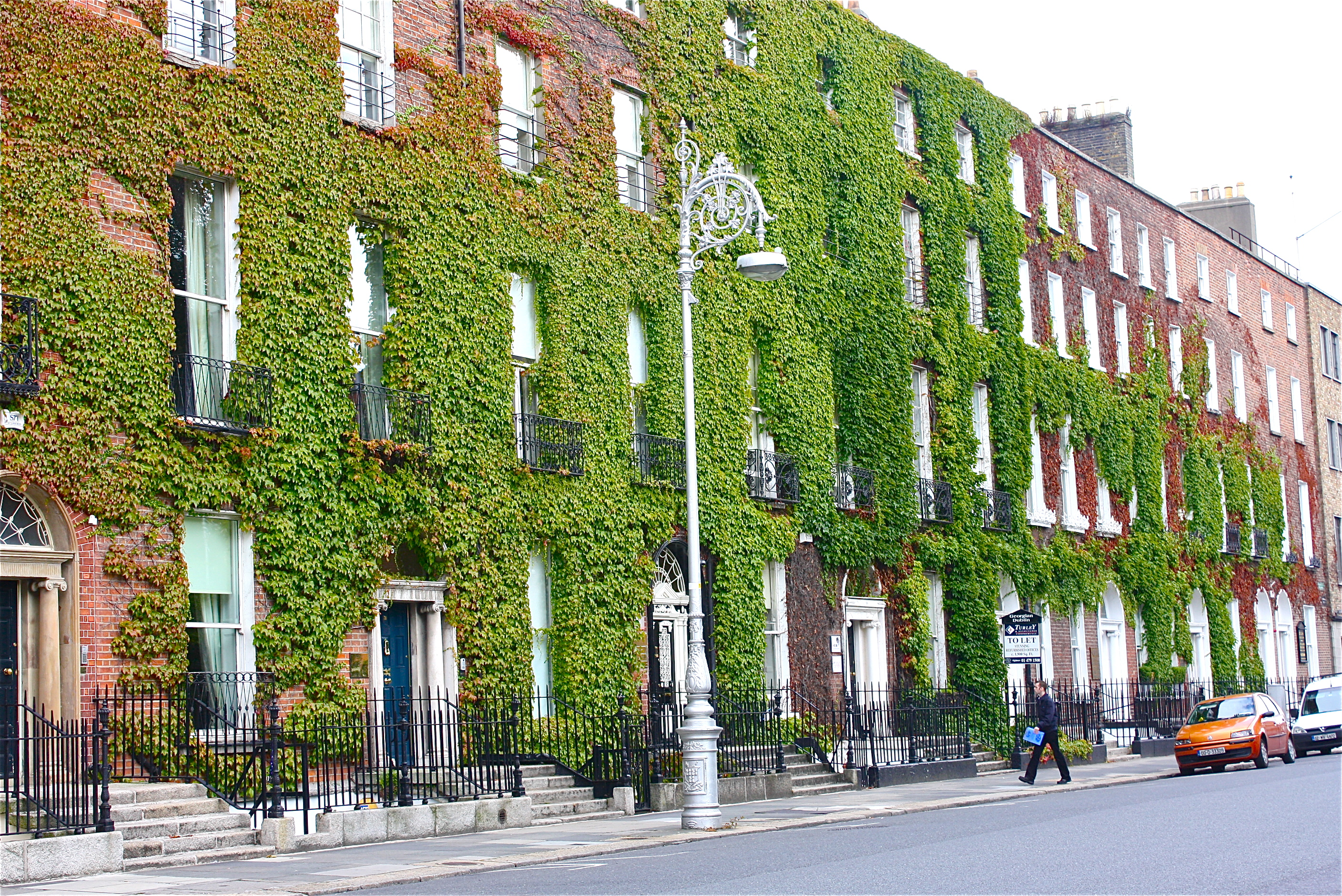
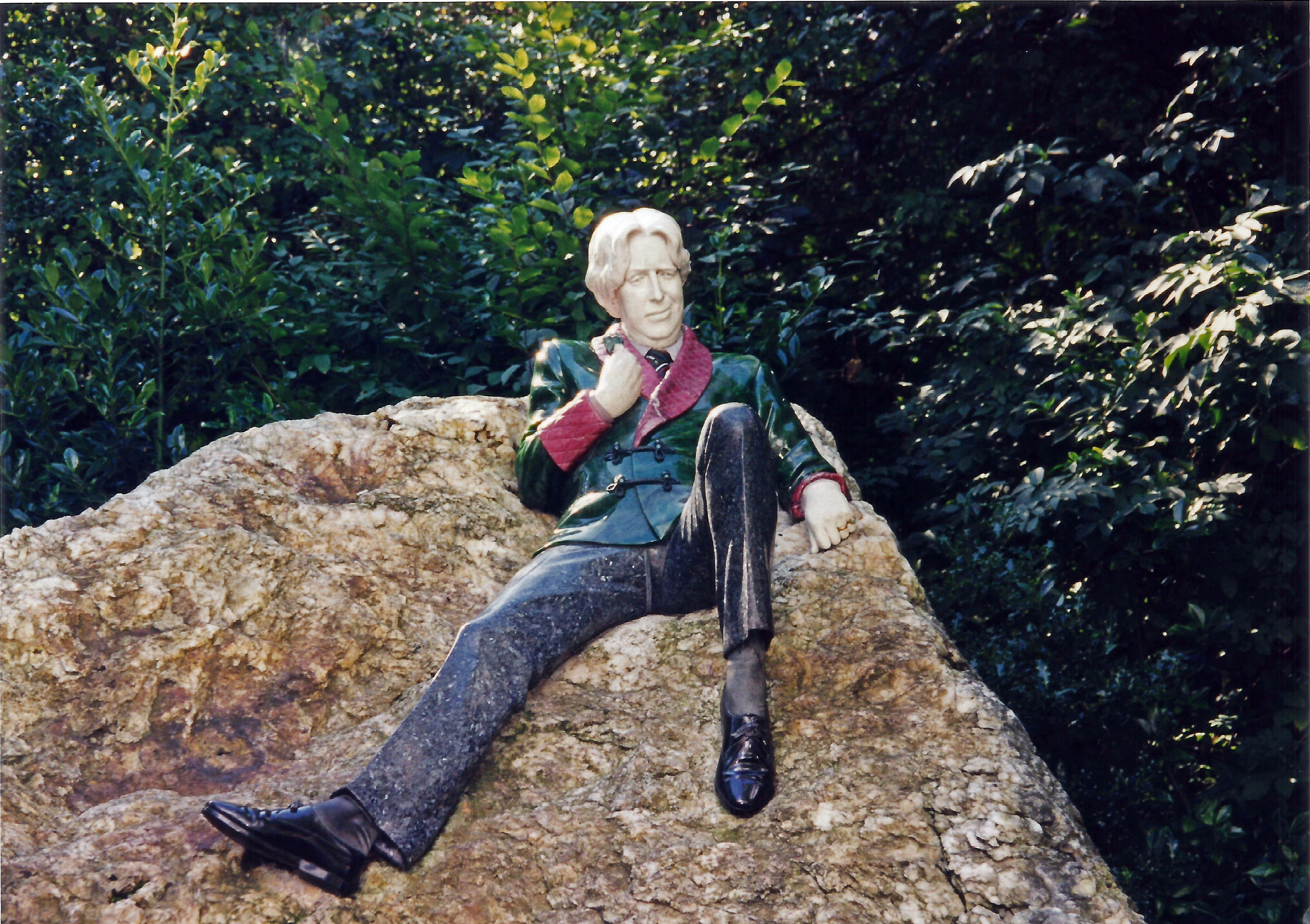
Statue d'Oscar Wilde